# Église de Lauttasaari

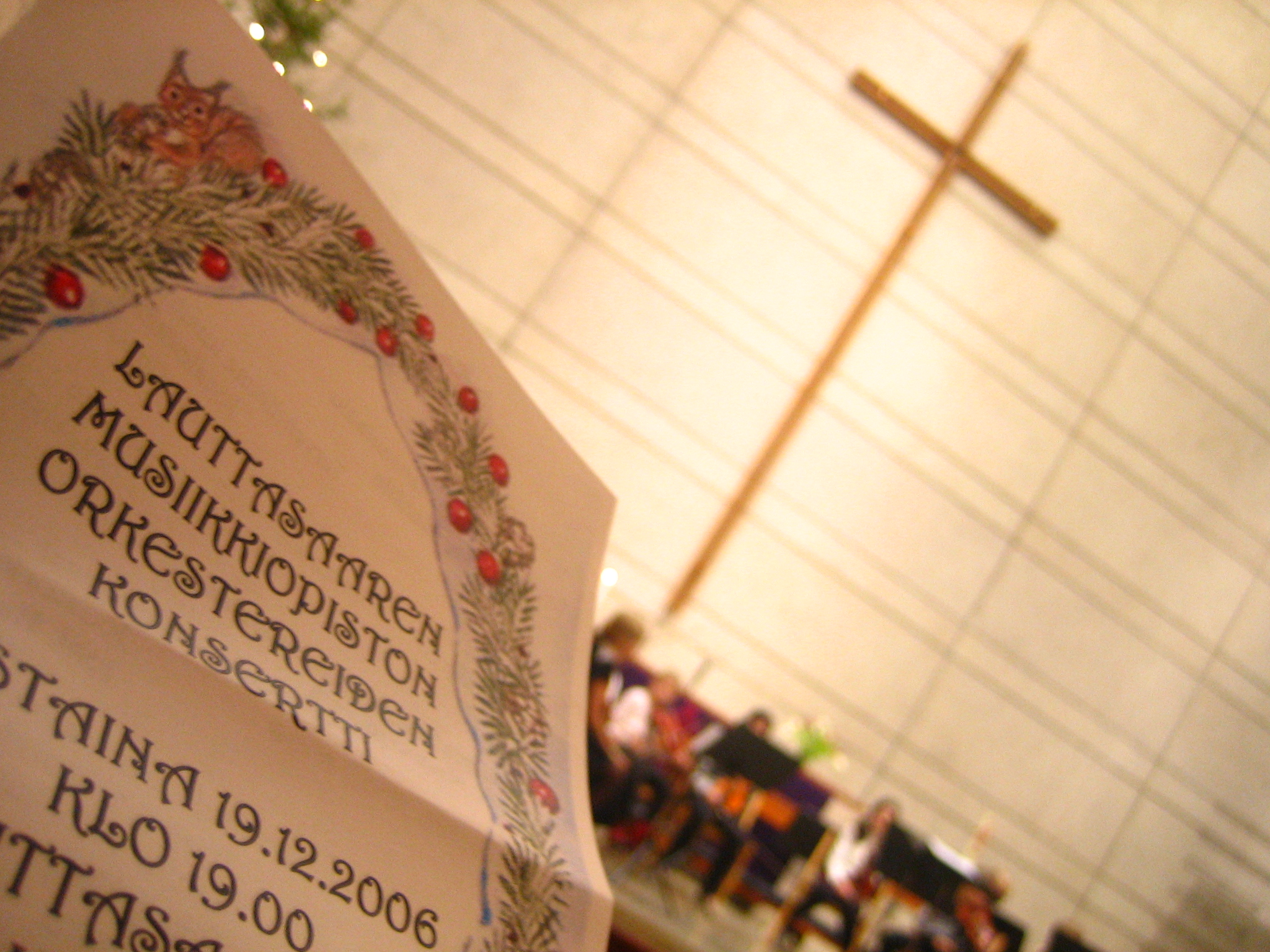
L'intérieur de l'église durant un concert.

L'église de Lauttasaari (finnois : Lauttasaaren kirkko) est une église luthérienne située dans le nord de Lauttasaari, une île de l'archipel d'Helsinki en Finlande. 

## Architecture
Construite selon les plans de l'architecte Keijo Petäjä, un résident du voisinage, elle fut inaugurée le 20 septembre 1958 au cœur d'une paroisse de l'Église évangélique-luthérienne de Finlande qui ne fut elle-même créée qu'en 1956. Elle dispose d'une capacité de 700 places.
La zone autour de l'église apparaît dans Yön yli, roman d'Outi Pakkanen paru en 2002.